# Napaea nepos
Espèce
Napaea nepos est une espèce d'insectes lépidoptères (papillons) appartenant à la famille des Riodinidae, à la sous-famille des Riodininae et au genre Napaea.

## Dénomination
Napaea nepos a été décrit par Johan Christian Fabricius en 1793 sous le nom d'Hesperia nepos.

## Description
Napaea  nepos est un papillon de couleur marron, d'une envergure de 30 mm à 32 mm, à l'apex des ailes antérieures angulaire. Le dessus, de couleur marron, est piqueté de gros points blanc avec aux ailes postérieures une large plage transparente ne laissant que la partie basale le bord costal et le bord externe.
Le revers est semblable.

## Écologie et distribution
Napaea nepos est présent en Guyane, en Guyana, au Surinam, en Équateur, au Pérou et  au Paraguay sous forme d'un isolat,.

### Protection
Pas de statut de protection particulier.